# Wożuczyn-Cukrownia
Wożuczyn-Cukrownia – część wsi Michalów w Polsce, położona w województwie lubelskim, w powiecie tomaszowskim, w gminie Rachanie.
W latach 1975–1998 Wożuczyn-Cukrownia administracyjnie należał do województwa zamojskiego.
Wożuczyn-Cukrownia jest sołectwem w gminie Rachanie.
Wierni Kościoła rzymskokatolickiego należą do parafii Nawiedzenia Najświętszej Maryi Panny w Wożuczynie.

## Sport
W Wożuczynie-Cukrowni funkcjonuje Gminny Klub Sportowy Sparta Wożuczyn – amatorski klub piłkarski, założony w 1959 roku jako Wożuczanka, od 1980 roku funkcjonuje jako Sparta. W sezonie 2023/2024 drużyna seniorów gra w zamojskiej A-Klasie. Sparta rozgrywa mecze na Gminnym Stadionie Sportowym w Wożuczynie-Cukrowni, o pojemności 700 widzów.